# Sekou Bangoura
Sekou Bangoura (* 18. November 1991 in Bradenton, Florida) ist ein US-amerikanischer Tennisspieler.

## Karriere
Sekou Bangoura spielt hauptsächlich auf der ATP Challenger Tour und der ITF Future Tour. Er feierte bislang zwei Einzel- und acht Doppelsiege auf der Future Tour.
Seinen ersten Auftritt auf der ATP World Tour im Doppel hatte er zusammen mit Nathan Pasha bei den US Open im September 2010. Hierbei verloren die beiden ihre Auftaktpartie gegen Michael Kohlmann und Jarkko Nieminen klar in zwei Sätzen. Den nächsten Auftritt auf der World Tour hatte er an der Seite von Vahid Mirzadeh bei den Delray Beach Open im Februar 2014. Hierbei gewannen sie ihre Erstrundenpartie gegen Eric Butorac und Raven Klaasen überraschend im Match-Tie-Break, bevor die beiden im Viertelfinale an Sam Groth und Maks Mirny scheiterten.
Im September 2019 gewann er an der Seite von Michael Mmoh in Cary seinen ersten Doppeltitel auf Challenger Level.

## Erfolge
| Legende (Anzahl der Siege)  |
| Grand Slam                  |
| ATP World Tour Finals       |
| ATP World Tour Masters 1000 |
| ATP World Tour 500          |
| ATP World Tour 250          |
| ATP Challenger Tour (1)     |

### Doppel

#### Turniersiege
| Nr. | Datum              | Turnier | Belag     | Partner      | Finalgegner                   | Ergebnis         |
| --- | ------------------ | ------- | --------- | ------------ | ----------------------------- | ---------------- |
| 1.  | 15. September 2019 | Cary    | Hartplatz | Michael Mmoh | Treat Huey John-Patrick Smith | 4:6, 6:4, [10:8] |